# Adrian Lyne
Adrian Lyne (ur. 4 marca 1941 w Peterborough) – angielski reżyser, scenarzysta i producent filmowy.

## Życiorys
Uczęszczał do Highgate School. Swoją karierę rozpoczął od produkcji reklam telewizyjnych i teledysków. Debiutował krótkometrażowym filmem Pan Smith (Mr. Smith, 1976) i dramatem obyczajowym Lisice (Foxes, 1980) z Jodie Foster, Scottem Baio i Laurą Dern. Popularność wśród widzów i uznanie krytyki przyniósł mu musical Flashdance (1983) z Jennifer Beals i Michael Nouri, za który został uhonorowany nagrodą Błękitnej Taśmy w Tokio i japońską nagrodą Hochi Film. Zapoczątkował karierę Mickeya Rourke i Kim Basinger, ekranowych bohaterów melodramatu 9½ tygodnia (9½ Weeks, 1986). Za reżyserię dreszczowca Fatalne zauroczenie (Fatal Attraction, 1987) z Michaelem Douglasem, Glenn Close i Anne Archer zdobył nominację do Złotego Globu i Oscara. Zrealizował potem także melodramat Niemoralna propozycja (Indecent Proposal) (1993) z Robertem Redfordem, Demi Moore, Woodym Harrelsonem i Billym Bobem Thorntonem.

## Filmografia
- The Table (1976) – film krótkometrażowy, także scenariusz
- Pan Smith (Mr. Smith, 1976) – film krótkometrażowy, także scenariusz
- Lisice (Foxes, 1980)
- Flashdance (1983)
- 9½ tygodnia (9½ Weeks, 1986)
- Fatalne zauroczenie (Fatal Attraction) (1987)
- Drabina Jakubowa (Jacob’s Ladder) (1990)
- Niemoralna propozycja (Indecent Proposal, 1993)
- Lolita (1997)
- Niewierna (Unfaithful) (2002) – także producent
- Dwie minuty do północy (Two Minutes to Midnight, 2007)
- Głęboka woda(inne języki) (2022)